# RV Baltica
RV Baltica – statek badawczy, którego współwłaścicielami są: Morski Instytut Rybacki w Gdyni oraz Instytut Meteorologii i Gospodarki Wodnej – Oddział Morski w Gdyni. Armatorem statku jest Morski Instytut Rybacki w Gdyni.

## Przeznaczenie statku
Do głównych zadań RV Baltica należą:
- badania oceanograficzne i biologiczno-rybackie na Bałtyku prowadzone w celu określenia możliwości połowów oraz uwarunkowań ekologicznych mających wpływ na stan zasobów:
  - określenie wpływu dynamiki środowiska morskiego na produkcję biologiczną i rekrutację gatunków ryb o znaczeniu użytkowym;
  - określenie stanu i zmian żywych zasobów jako podstawy dla ustalenia zasad ich ochrony i racjonalnej eksploatacji oraz dla prognozowania wielkości połowów;
  - określenie czynników ekologicznych, warunkujących zachowanie się organizmów morskich;
- badania nad funkcjonowaniem ekosystemu Bałtyku, prowadzone w ramach projektów międzynarodowych pod patronatem ICES, współpracy z państwami bałtyckimi oraz projektów finansowanych przez Komitet Badań Naukowych;
- badania środowiska Morza Bałtyckiego w ramach programów krajowych i zobowiązań międzynarodowych zwłaszcza dotyczące oceanografii, atmosfery nadmorskiej, substancji radioaktywnych i zanieczyszczeń – współpraca z Komisją Helsińską HELCOM oraz zbieranie danych dla Krajowej Służby Oceanograficznej.

## Pomieszczenia i urządzenia badawcze na statku
- laboratorium biologiczne (25 m²),
- laboratorium chemiczne (20 m²),
- laboratorium ichtiologiczne (18 m²),
- laboratorium fizyczne (12 m²),
- kabina meteorologiczna,
- automatyczna stacja meteo MILOS-500,
- ADCP – dopplerowski system do profilowania prądów morskich,
- stanowisko hydroakustyki,
- sieć komputerowa do sterowania procesami pomiarowymi oraz do rejestracji i przetwarzania danych pomiarowych,
- pomieszczenie poboru prób z furtą burtową i żurawikiem wyjezdnym,
- 7 stanowisk pokładowych, pomiarowych i połowowych, wyposażonych w linowo-kablowe windy hydrograficzne i trałowe,
- rufowa brama wychylna o udźwigu 3 ton,
- wymienna, specjalistyczna aparatura pomiarowo-badawcza najnowszej generacji, laboratoryjna i zaburtowa, do badań fizycznych, chemicznych, biologicznych i meteorologicznych oraz szacowania zasobów i techniki połowowej.